# Qari Yousef Ahmadi
Qari Yousef Ahmadi er hovedtalsmand for Talebanmilitsen i Afghanistan, men er ifølge Afghanistans indenrigsministerium blevet anholdt i landsbyen Sufiyan i Helmand-provinsen. Qari Yousef Ahmadi var den person som journalister først ringede til for at få kommentarer om vold og bortførelser i Afghanistan.
Han tog ansvar for bombningen af Bagram luftbasen i Afghanistan, der dræbte 23 og sårede 20 den 27. februar 2007, og han hævdede at USAs vicepræsident Dick Cheney var bombningens mål.(Cheney slap dog uskadt.)